# Caddy Adzuba
Caddy Adzuba, née le 5 avril 1981 à Bukavu en république démocratique du Congo (RDC), est une avocate, journaliste et militante des droits des femmes congolaise. Sa principale lutte est contre les violences sexuelles en RDC.

## Biographie
Caddy Adzuba est l'aînée de huit frères nés dans un quartier riche de Bukavu, en république démocratique du Congo. Elle est diplômée en droit de l'université de Bukavu en 2005,.
Selon le réseau IFEX, un groupe d'organisations qui défendent la liberté d'expression dans le monde, Adzuba a décidé de travailler pour la promotion des droits de l'homme lorsque la guerre a éclaté chez elle à l'âge de 16 ans. Après avoir été séparée de sa famille et témoin de souffrances humaines, elle « a décidé de faire quelque chose pour les droits de l'homme ».
Elle a aidé à fonder le réseau Un Altavoz para el Silencio, dénonçant les violences sexuelles contre les femmes dans son pays. Elle est également membre de l'East Congo Media Women's Association,. Caddy Adzuba est également cofondatrice de la Women's Alliance for the Promotion of Human Rights.
Elle est journaliste à radio Okapi, la chaîne de radio officielle de la mission des Nations unies en république démocratique du Congo. Ses combats contre la torture et le viol sont toujours sous les projecteurs et en raison de son travail et elle a reçu plusieurs menaces de mort.

## Prix
Prix international de journalisme Julio Anguita Parrado (2009). Elle a reçu le prix international de la « femme de l’année » — d'une valeur de 35 000 euros — du conseil régional de la vallée d'Aoste, et le prix Princesse des Asturies de la Concorde 2014.